# Durakovići (Republika Serbska)
Durakovići (cyr. Дураковићи) – wieś w Bośni i Hercegowinie, w Republice Serbskiej, w gminie Vlasenica. W 2013 roku liczyła 52 mieszkańców.